# Xikou, Jianning
Xikou är en köping i sydöstra Kina. Den ligger i Jianning härad i staden Sanming i provinsen Fujian, omkring 260 kilometer väster om provinshuvudstaden Fuzhou. Antalet invånare är 17 264. Befolkningen består av 8 549 kvinnor och 8 715 män. Barn under 15 år utgör 17,0 %, vuxna 15-64 år 72 %, och äldre över 65 år 10,0 %.